# Die Wechsler im Tempel
Die Wechsler im Tempel ist ein für die Öffentlichkeit nicht freigegebener antiklerikaler deutscher Kurz-Dokumentarfilm von Horst Manfred Adloff aus dem Jahr 1966.

## Inhalt
Adloffs Film setzt sich in thematischer Anspielung auf die Tempelreinigung mit dem Papsttum auseinander und rückt es optisch in die Nähe von zahlreichen Verbrechen. Dabei wird der Bogen gespannt von den Kreuzzügen über den Holocaust bis zum Vietnamkrieg.

## Verbot
Der Arbeitsausschuss der FSK prüfte den Film im Februar 1966 und gab ihn mit 4:2 Stimmen nicht frei, weil er geschichtliche Tatsachen verfälsche und vor allem das religiöse Empfinden verletze. Der von der Filmfirma angerufene Hauptausschuss hielt dieses Urteil für nicht zutreffend und gab den Film mit 7:6 Stimmen für Erwachsene frei. Die Kirchenvertreter in der FSK wandten sich nun an den Rechtsausschuss, der nach fünfstündiger Beratung die Argumente der ersten Instanz übernahm und den Film für die öffentliche Vorführung nicht freigab.
Diese Entscheidung stieß auf erhebliche Kritik in den Medien, die den Vorwurf der Zensur erhoben. Die Frankfurter Rundschau vom 4. März 1966 argwöhnte sogar, das Nachgeben der FSK gegenüber den Kirchenvertretern sei „ein Zeichen, daß die Bundesrepublik sich entgegen aller Prognosen doch am Beginn einer neuen Meinungsdiktatur befinden könnte.“
Demonstrativ führten Filmklubs nun den Film bei geschlossenen Vorstellungen auf. Im Juni 1966 zeigte ihn auch das Fernsehmagazin Panorama. 1967 war er bei den Internationalen Hofer Filmtagen zu sehen. Vor allem Studenten kritisierten in eigenen Veranstaltungen das bestehende System der Filmkontrolle, so im Juli 1967 nach der Vorführung des Films an der Universität Würzburg bei einer lebhaften Podiumsdiskussion mit FSK-Mitglied Walther Habscheid. Die Ausstrahlung des Films im Fernsehen und seine zahlreichen privaten Vorführungen offenbarten augenfällig die begrenzte Autorität des FSK-Verdikts.

## Kritiken
Die Zeitschrift Filmkritik nannte den Film ein „recht lebendiges und präzises kleines Pamphlet.“